# Сер (Ланд)
Сер (фр. Cère) насеље је и општина у југозападној Француској у региону Аквитанија, у департману Ланд која припада префектури Мон де Марсан.
По подацима из 2011. године у општини је живело 407 становника, а густина насељености је износила 10,21 становника/km². Општина се простире на површини од 39,87 km². Налази се на средњој надморској висини од 49 метара (максималној 99 m, а минималној 42 m).

## Демографија
| 1962. | 1968. | 1975. | 1982. | 1990. | 1999. | 2011. |
| ----- | ----- | ----- | ----- | ----- | ----- | ----- |
| 249   | 254   | 225   | 258   | 279   | 274   | 407   |

График промене броја становника у току последњих година